# Eduardo Braide
Eduardo Salim Braide (São Luís, 12 de janeiro de 1976) é um advogado, político brasileiro filiado ao Partido Social Democrático (PSD). É prefeito de São Luís desde 2021.

## Biografia
De ascendência libanesa, nasceu em São Luís à 12 de janeiro de 1976. Advogado, formou-se em Direito pela Universidade Federal do Maranhão (UFMA) no ano 2000. Casado, é pai de 3 filhos.
Eduardo Braide foi diretor-presidente da Companhia de Saneamento Ambiental do Maranhão (Caema) de 2005 a 2006 durante o governo de José Reinaldo Tavares e vice-presidente nacional da Associação das Empresas de Saneamento Básico Estadual, no mesmo período. Na Caema, realizou concurso público para mais de 1.000 vagas. Também foi o responsável pela criação do Programa Água em Minha Casa, com o objetivo de aumentar o IDH das cidades mais pobres do Maranhão, além do Programa Ação Ambiental e de Educação Ambiental. Modernizou o atendimento da Companhia com a criação do site, facilitando o acesso dos clientes aos serviços. Implantou sistemas de abastecimento de água e substituiu a tubulação do Centro de São Luís.
Foi candidato a deputado federal em 2006 pelo PSB, tendo recebido 29.991 votos e não sendo eleito. Em 2008, tenta a eleição para vereador de São Luís, recebendo 5.128 votos, ficando como primeiro suplente.
Entre os anos de 2009 e 2010, Eduardo Braide exerceu o cargo de secretário municipal do Orçamento Participativo de São Luís durante a gestão de João Castelo, em que realizou, dentre muitas atividades, a parceria entre a Prefeitura de São Luís e as Associações e Uniões de Moradores para o recebimento de cursos de capacitação e qualificação realizados à comunidade pelo Sesi/Senai, com o apoio do Banco Mundial (Bird), executado por meio do Programa Bacia do Bacanga.

### Deputado estadual
Em 2010, foi eleito deputado estadual com 26.792 votos pelo PMN. Foi o 2° vice-presidente da Assembleia Legislativa, no biênio 2011/2014.
Assumiu a presidência do PMN no estado do Maranhão em julho de 2011.
Em 2014, Eduardo Braide foi reeleito deputado estadual pelo PMN com 47.519 votos.
No ano de 2015, Eduardo Braide liderou o maior bloco de deputados estaduais na Assembleia Legislativa.
Na eleição municipal de 2016, Eduardo Braide foi candidato a prefeito de São Luís. No primeiro turno, Eduardo Braide obteve 21,34% dos votos validos, com 112.041 votos, indo para o segundo turno. O resultado surpreendeu analistas e contrariou as pesquisas, após o candidato apresentar acentuado crescimento na última semana de campanha em razão de desempenho nos debates. Ao final do pleito, Eduardo Braide alcançou a marca de 243.591 votos, representando 46,06% dos votos válidos, ficando em segundo lugar.

### Deputado Federal
Nas eleições de 2018 foi eleito deputado federal pelo Maranhão com 189.843 votos.
Em novembro de 2019, se filia ao Podemos, em razão de o PMN não ter atingido a cláusula de barreira.
Na Câmara dos Deputados, foi membro da Comissão de Saúde. Foi membro da CPI do Derramamento de Óleo no Nordeste É de sua autoria a Lei 14.238/21, que cria o Estatuto da Pessoa com Câncer.

### Prefeitura de São Luís
Foi eleito prefeito de São Luís em 2020, durante a pandemia de covid-19, com 55,53% dos votos válidos no 2º turno.
Em maio de 2021, com a identificação da variante delta no Maranhão, solicitou ao ministro da saúde, em visita à capital maranhense, a ampliação da cobertura de vacinas na Grande Ilha. Com a medida, foram enviadas 300 mil doses extras de vacinas para São Luís. Com a chegada das doses em 24 de maio, foi anunciado um plano vacinação em massa por idade. Em junho de 2021, São Luís foi a primeira capital a vacinar pessoas com mais de 18 anos sem comorbidades. Em agosto de 2021, São Luís se tornou a primeira capital a vacinar toda a população acima de 12 anos.
Em março de 2022, anunciou sua desfiliação do Podemos por não pactuar com a forma que a direção nacional do Podemos tentou impor os rumos do partido no Maranhão. Em novembro do mesmo ano, após 8 meses sem partido, anunciou sua filiação ao PSD.
Em 2024, foi reeleito com 70,12% dos votos válidos, o equivalente a 403.981 votos.

## Desempenho eleitoral
| Ano  | Eleição               | Partido | Coligação                                                        | Cargo             | Vice                   | Votos                             | %                               | Resultado           |
| ---- | --------------------- | ------- | ---------------------------------------------------------------- | ----------------- | ---------------------- | --------------------------------- | ------------------------------- | ------------------- |
| 2006 | Estadual no Maranhão  | PSB     | O Povo no Poder (PSB, PT, PCdoB, PRB, PMN)                       | Deputado Estadual | -                      | 29.991                            | -                               | Não eleito          |
| 2008 | Municipal de São Luís | PSB     | São Luís Merece Mais (PSDB, PSB, PTC)                            | Vereador          | -                      | 5.128                             | -                               | Não eleito          |
| 2010 | Estadual no Maranhão  | PMN     | O Maranhão Não Pode Parar - F2 (PSL, PRTB, PHS, PMN, PRP, PTdoB) | Deputado estadual | -                      | 26.792                            | -                               | Eleito              |
| 2014 | Estadual no Maranhão  | PMN     | Por Um Maranhão Mais Forte (PTdoB, PSC, PEN, PMN, PHS)           | Deputado estadual | -                      | 47.519                            | -                               | Eleito              |
| 2016 | Municipal de São Luís | PMN     | -                                                                | Prefeito          | Gilmar dos Anjos (PMN) | 112.041 1º turno 243.591 2º turno | 21,34% 1º turno 46,06% 2º turno | Não eleito 2º lugar |
| 2018 | Estadual no Maranhão  | PMN     | Juntos pelo Maranhão (PMN, PHS)                                  | Deputado federal  | -                      | 189.843                           | -                               | Eleito              |
| 2020 | Municipal de São Luís | PODE    | Pra Frente São Luís (PODE, PSD, PSDB, PSC, PMN)                  | Prefeito          | Esmênia Miranda (PSD)  | 193.578 1º turno 270.557 2º turno | 37.81% 1º turno 55,53% 2º turno | Eleito              |
| 2024 | Municipal de São Luís | PSD     | A força QUE VEM do povo (PSD, MDB, REP, MOB e DC)                | Prefeito          | Esmênia Miranda (PSD)  | 403.981 1º turno                  | 70.12% 1º turno                 | Eleito              |